# Rohatec (stacja kolejowa)
Rohatec – stacja kolejowa w miejscowości Rohatec, w kraju południowomorawskim, w Czechach. Znajduje się na linii kolejowej Brzecław – Przerów. Znajduje się na wysokości 185 m n.p.m..
Na stacji nie ma możliwości zakupu biletu, a obsługa podróżnych odbywa się w pociągu.

## Linie kolejowe
- 330 Přerov - Břeclav
- 343 Hodonín - Veselí nad Moravou - Vrbovce